# Jakab Lajos
Jakab Lajos (Marosvásárhely, 1839 – Budapest, 1890. március 22.) színész, rendező, igazgató.

## Élete
1859. május 9-én kezdte pályafutását Nagy Mihály társulatánál, később már igazgatóként folytatta. Mint szereplő jelentéktelen volt, de mint szervező és vezető, három évtizeden át igen buzgó, fáradhatatlan ember volt és tagjai iránt igen méltányos és előzékeny. 1883. december 27-én ülte meg színészkedése 23. évfordulóját Székesfehérvárott, a Bánk bán című darabban. A legagilisebb igazgatók egyike volt, teljes életében a színészet felvirágoztatásáért fáradozott. A színészetpártoló egyesületek alakítása és fenntartása érdekében sikerrel működött közre Aradon, Székesfehérvárott és Sopronban, mindenütt javítva a helyzeten, amennyire csak lehetett. 1885-ben ö társulata nyitotta meg az első soproni magyar szezont. 1889 január havában került az őrültekházába. A ház igazgatója gyakran említette, hogy az intézménynek nagyon ritkán volt érdekesebb lakója, mint Jakab Lajos. Ő ugyanis következetesen megmaradt színigazgatónak ott is és egész idejét azzal töltötte, hogy társulatokat szervezett. Megvakulva hunyt el 1890-ben az angyalföldi tébolydában idegrendszer-kimerülés következtében. Koporsója felett Bényei István mondott búcsúztatót.
Első felesége Ujfalussy Gizella (?–1889) színésznő volt, aki 1859-ben Molnár Györgynél és 1860-ban Kolozsvárott volt gyerekszínész. 1870-től férjével együtt játszott. Később Leövey József felesége lett.
Második neje kohai Alszeghy Etel, férjhez ment Budapesten, 1883. április 19-én. 1912. január 1-én nyugalomba vonult. Meghalt agyguta következtében 1920. december 28-án, Budapesten, 70 éves korában.

## Működési adatai
1862: Arad; 1870–71: Szathmáry Károly, Sztupa Andor; 1871–75: Aradi Gerő, Sztupa Andor; 1879: Besztercebánya; 1880: Rimaszombat; 1881: Kecskemét; 1882–84: Székesfehérvár; 1884: Győr, 1885: Székesfehérvár; 1886–88: Kassa; 1888: Székesfehérvár.
Igazgatóként: 1869: Munkács; 1876–79: Arad.